# نهردعا
نهردعا یا نهردعاه (آرامی: נהרדעא، nher-daʻă؛ به معنی رودِ دانش) شهری از بابل بود که در کنار رود فرات به همراه نهر ملکا (با نام‌های دیگر نار شری، ارمالچا، نهر المالک و شاه‌کانال)، یکی از آغازین‌ترین مراکز یهودیت بابلی است. از آنجا که مردمانش، یهودیان تبعیدی بودند، پیشینه این شهر به شاه یوهاخین برمی‌گردد. بنابر نامه شریرا گائون، یوهاخین و همراهان تبعیدیش، یک کنیسه در نهردعا ساختند. این کنیسه، «شف وی-یتیب» نامیده شد و در قرن‌های سوم و چهارم میلادی، بارها در متون تلمودی به آن اشاره شده است. گفته می‌شود که بخش آرونیک (Aaronic) از جمعیت یهود شهر نهردعا از نسل بردگان پاشور بن ایمر بودند. پاشور بن ایمر، فردی معاصر با شاه یوهاخین بود.